# Kolonia Woźnicka
Kolonia Woźnicka (niem. Gustavshain) – część miasta Woźniki w Polsce,  w województwie śląskim, w powiecie lublinieckim..
Do 1945 część gminy jednostkowej Zielona. 1 grudnia 1945 w składzie wiejskiej zbiorowej gminy Kalety w powiecie lublinieckim w województwie śląskim. 1 stycznia 1951 w związku z nadaniem gminie Kalety statusu miasta stałasię obszarem miejskim miasta Kalety. 5 października 1954, w związku z reformą administracyjną Polski, wyłączona z Kalet, stając się ponownie obszarem wiejskim w składzie nowo utworzonej gromady Miotek. Tam przetrwała w latach 1954–1972. 1 stycznia 1973, w związku z kolejną reformą gminną, prawie całe sołectwo Miotek (obejmujące dotąd Miotek, Kolonię Woźnicką, Mokrus i Zieloną) włączono do Kalet; jedynie samą Kolonię Woźnicką włączono do miasta Woźniki. 